# مازن العواملة
مازن يوسف كايد العواملة (1954 - 2020) مخرج أردني وُلد في مدينة السلط وأخرج العديد من المسلسلات التلفزيونية لحساب التلفزيون الأردني، وهو عضو عامل في نقابة الفنانين الأردنيين. درس في المملكة المغربية في أواخر السبعينات ومن هنالك توجه لدراسة الإخراج في المعهد العالي للسينما في القاهرة.
شاركَ في التمثيل في مُسلسل راعي الأوله (1986)، كما ساهمَ في تأليف مسلسل العقاب والصقر، وأخرج العديد من المُسلسلات، وَمنها: يوميات أبو عواد (2008)، الوزيرة (2007)، بحرية الضفادع (2001)، دائرة الانتقام (1995)، عليوة والأيام (1995)، لقمة العيش (1991).
توفي في يوم الثلاثاء الموافق 4/2/2020 ودُفن في مقبرة زَي في مدينة السلط.

## روابط خارجية
- مازن العواملة على موقع قاعدة بيانات الأفلام العربية